# Prilipje
Prilipje is een plaats in de gemeente Jastrebarsko in de Kroatische provincie Zagreb. De plaats telt 261 inwoners (2001).